# Radolfzell am Bodensee
Radolfzell am Bodensee – miasto w Niemczech, w kraju związkowym Badenia-Wirtembergia, w rejencji Fryburg, w regionie Hochrhein-Bodensee, w powiecie Konstancja, nad Jeziorem Bodeńskim (Untersee), około 18 km na północny zachód od Konstancji.

## Zabytki

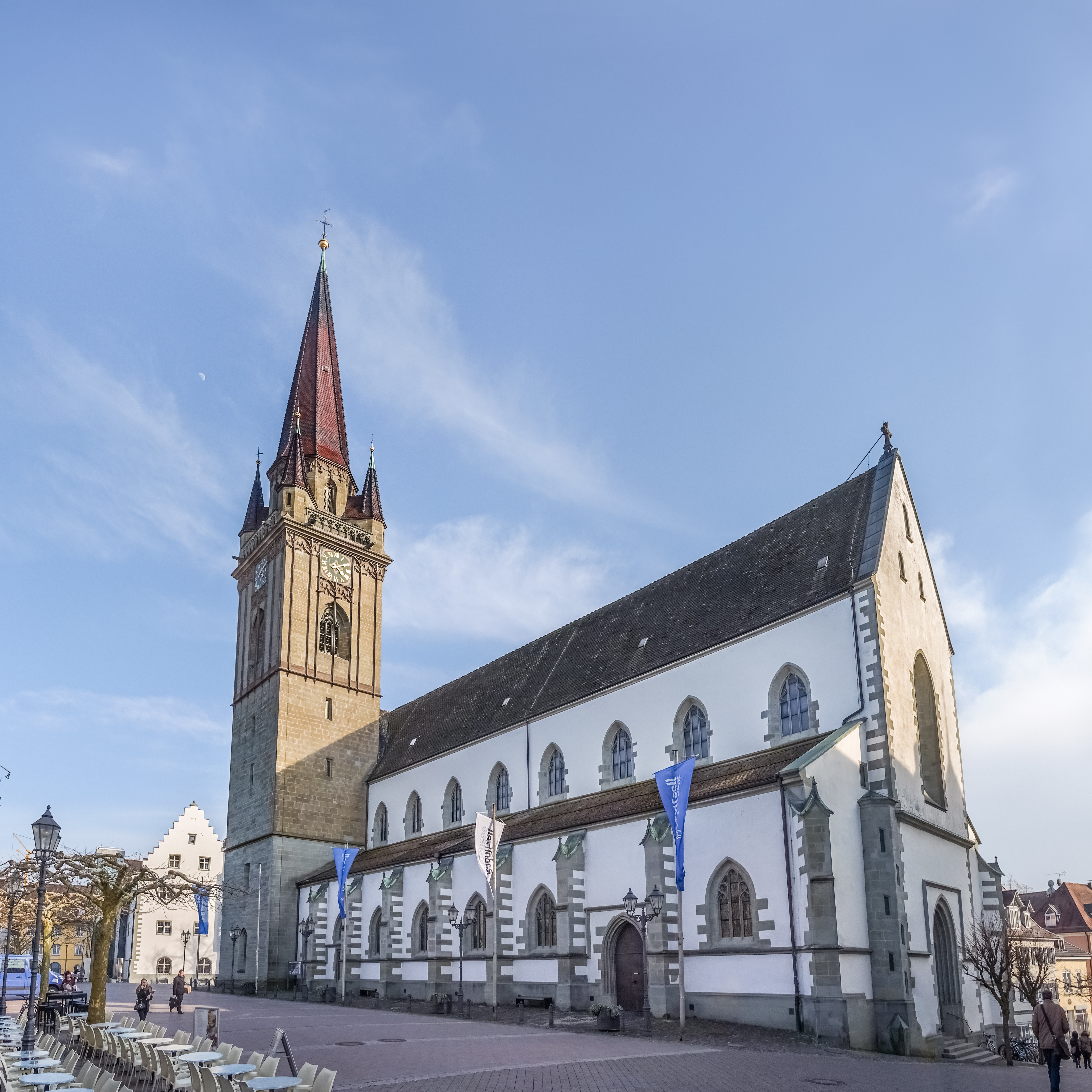
Katedra Najświętszej Marii Panny

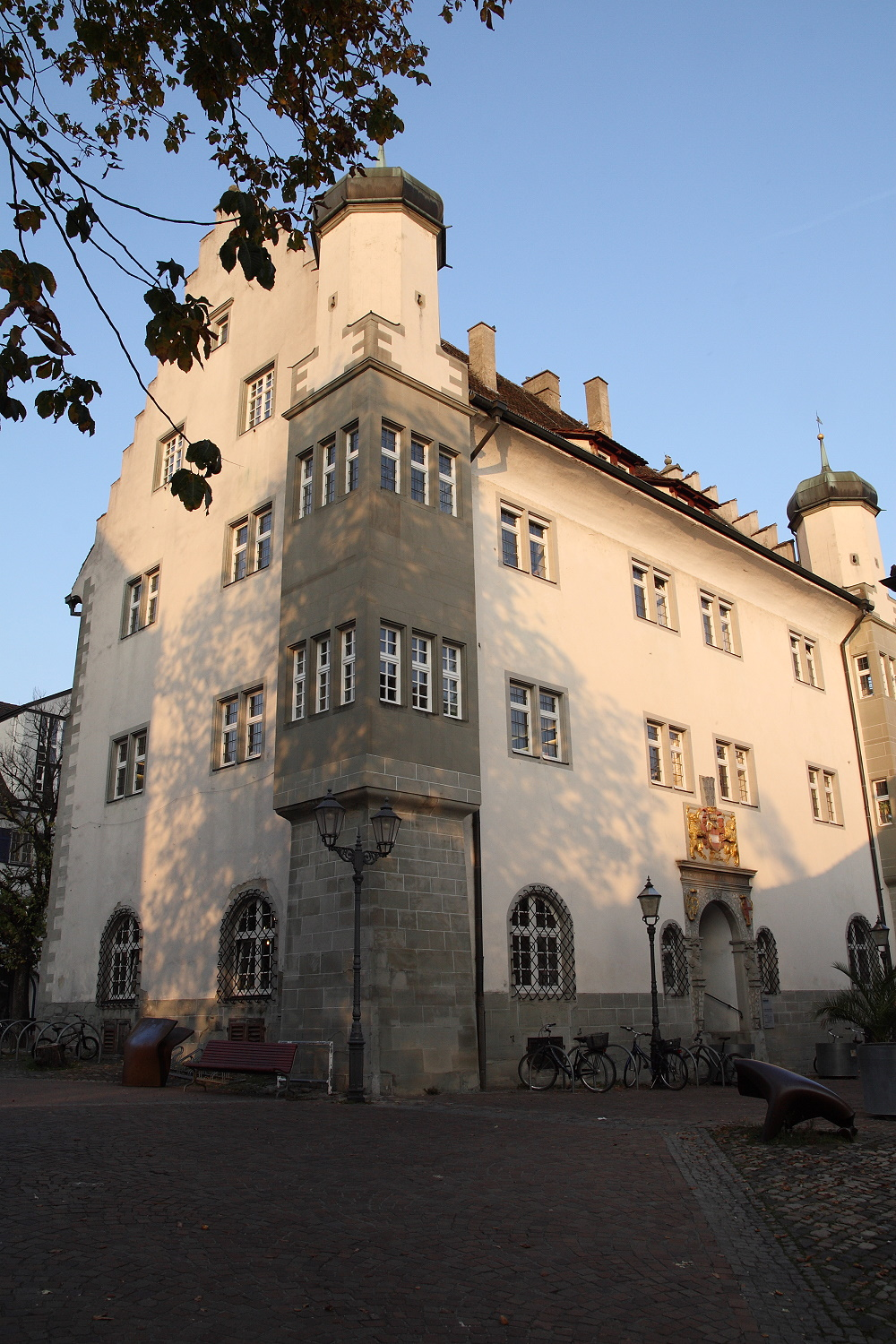
Zamek Austriacki

- Katedra Najświętszej Marii Panny zbudowana w 1436 roku[1] z freskami przedstawiającymi zabudowę miasta z początku XVI wieku.
- renesansowy Zamek Austriacki, którego budowa została rozpoczęta w 1619 roku a zakończona w XVIII wieku[2].

## Komunikacja
Stacje kolejowe Radolfzell i Stahringen, przystanek Radolfzell Haselbrunn, stacje towarowe Radolfzell am Bodensee-Brandbühl, Radolfzell am Bodensee-Rehbösch.

## Współpraca
Miejscowości partnerskie:
- Amriswil, Szwajcaria
- Istres, Francja